# Хмельницька дитяча музична школа №2
Хмельницька дитяча музична школа № 2 - заклад у місті Хмельницькому створений згідно рішення виконкому Хмельницької міської Ради народних депутатів від 01.02. 1979 р. за № 42 та наказу Хмельницького обласного управління культури № 117 від 28.08.1979 р. Рішенням виконавчого комітету Хмельницької міської ради від 11.11.1999 року № 817 закладу надано додаткове приміщення по вул. Зарічанській, 50/1 (корпус № 2). Корпус № 1м. - вул. Степана Бандери, 19 (Хмельницький).

## Історія
Заклад був створений та заснований на комунальній формі власності у 1979 році. Перший набір учнів становив 75 осіб. Вихованці навчалися гри на фортепіано, скрипці, бандурі, баяні, духових та ударних інструментах. 
Сьогодні школа має статус державного закладу позашкільної освіти.
Керівники закладу: 
- 1979-1986: Лісовий Віктор Іванович ;
- 1986-1994: Посатецький Василь Іванович ;
- 1995-2003: Хунович Людмила Миколаївна ;
- 2003 по теперішній час: Ладанська Галина Анатоліївна.

Відомі випускники школи: Наталія Валевська, Міла Нітіч, Майя Онищук, Андрій Кліменко, брати Павло та Олексій Коневеги.

## Сьогодення
Творчий колектив школи налічує 47 викладачів та 11 працівників обслуговчого персоналу. Кількість учнів на сьогодні становить близько 400 осіб.
У закладі існує 4 відділи: 
- фортепіанний відділ;
- оркестровий відділ;
- хоровий відділ;
- відділ народних інструментів;
- клас образотворчого мистецтва.

У школі діють 16 учнівських колективів, які є активними учасниками шкільних та міських культурно-мистецьких заходів. Серед них звання «Зразковий» носять: ансамбль скрипалів «Елегія» (керівник Стан Т. М.);  фольклорний гурт «Ладосвіти» (керівник Телюх І. Г.).
Викладацькі колективи: вокально-інструментальний ансамбль «Експромт» (керівник Герасимюк А. М.).
У 2003 році отримав звання «народний, аматорський»; у 2013 році - відзначив свій перший ювілей (10-річчя з дня присвоєння йому звання).
11 січня 2016 року у приміщенні Хмельницької ДШМ №2 (корпус № 2) відкрито світлицю-музей традиційної матеріальної культури - «Світлиці-Ладовиці».
В 2016 році проведений капітальний ремонт фасаду музичної школи